# Giovanni Battista Cassevari

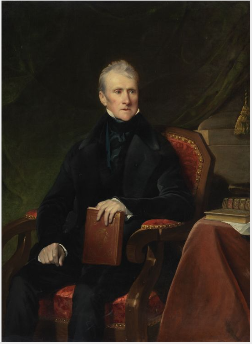

Giovanni Battista Cassevari ou Giovanni Battista Canevari, né le 4 mars 1789 à Gênes et mort le 11 juin 1876 à Rome, est un peintre italien de style néoclassique.

## Biographie
Il naît en 1789 à Gênes, puis sa famille déménage à Livourne puis à Florence. Dans sa jeunesse, il fréquente l'Académie des beaux-arts de Florence et étudie auprès de Pietro Benvenuti. Il participe aux guerres de 1813-1814 sous les armées napoléoniennes et assiste à la bataille de Paris. Par la suite, il retourne à Turin et à Gênes, et en 1824 se rend à Florence et à Rome. L'année suivante, il y épouse l'artiste Enrichetta Muschi.
Il est reconnu comme un excellent peintre de portraits miniatures. À Rome, il se lie d'amitié avec les chefs de file des tendances néoclassiques : Vincenzo Camuccini, Bertel Thorvaldsen, Pietro Tenerani, d'Azeglio, Monti, Bassi et Missirini.
De retour à Florence, il est parrainé par les voyageurs anglais qui visitent la ville. Les portraits à l'huile qu'il exécute là et plus tard en Angleterre sont peints dans le style des maîtres italiens et hollandais. Richard Buckner et Crispini comptent parmi ses élèves. Son fils Raffaele Cassevari est un ingénieur et un architecte de premier plan.
Il peint une Vierge à l'Enfant pour l'église de Frosini. Une gravure représentant Marie-Thérèse, reine de Sardaigne, se trouve dans les collections royales d'Angleterre.